# Branka Raunig
Branka Raunig (n. 1 ianuarie 1935, Sarajevo, Regatul Iugoslaviei – d. 13 iunie 2008, Bihać, Federația Bosniei și Herțegovinei, Bosnia și Herțegovina) a fost o arheologă bosniacă, specializată în epoca preistorică, și curator muzeal.

## Tinerețea
S-a născut la Sarajevo în 1 ianuarie 1935. Și-a petrecut tinerețea în orașul Kraljevo. În perioada 1954-1958 a studiat arheologia la Facultatea de Filosofie a Universității din Belgrad. Unul dintre profesorii ei a fost arheologul Branko Gavela.

## Cariera științifică

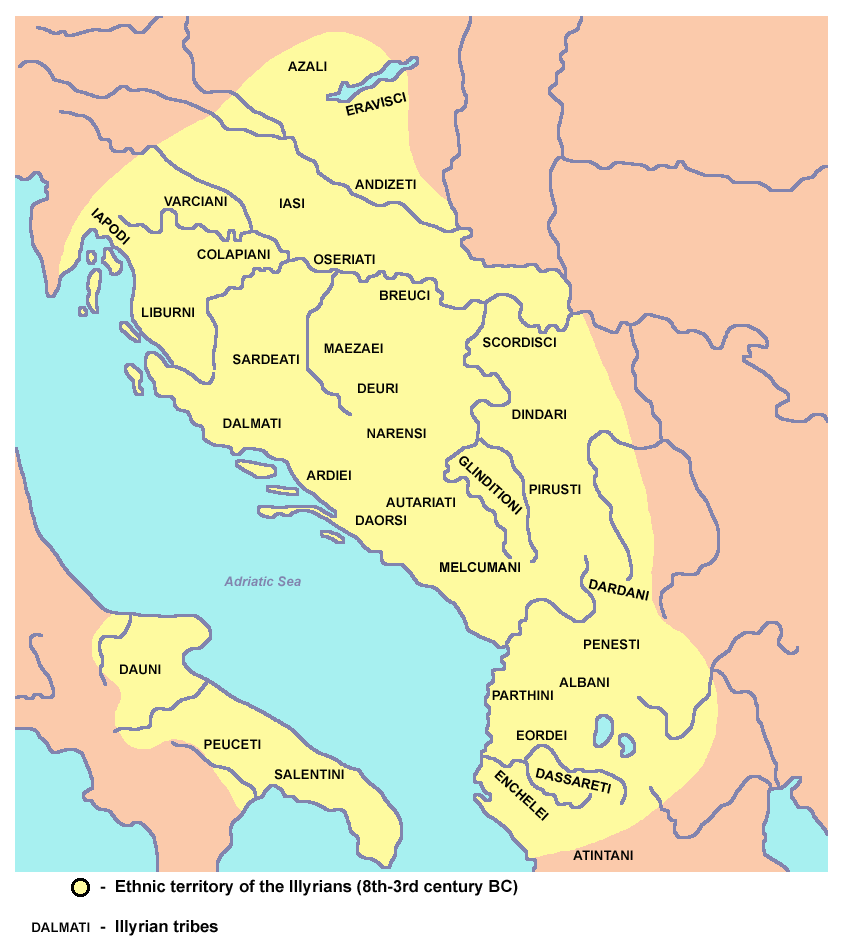
Triburile ilirice, inclusiv iapodi

După absolvire, Branka Raunig s-a întors în Bosnia și Herțegovina, unde a fost angajată la Muzeul Pounje din Bihać. A cercetat acolo materialul arheologic referitor la tribul iapodi și a devenit interesată de acest vechi popor indo-european, căruia i-a dedicat întreaga sa carieră științifică ulterioară. În 1963 s-a transferat la Muzeul Regional din Đakovo, unde a continuat să studieze istoria populației iapodi, concentrându-se asupra regiunii Pounje. Materialul arheologic din acea regiune a devenit subiectul disertației sale de masterat, pe care a susținut-o în 1971. În anul 1987 Branka Raunig a devenit directoarea Muzeului Pounje, pe care l-a condus până la pensionarea sa în 1998. În 1992 și-a susținut teza de doctorat referitoare la arta și religia tribului iapodi.

## Cercetări arheologice

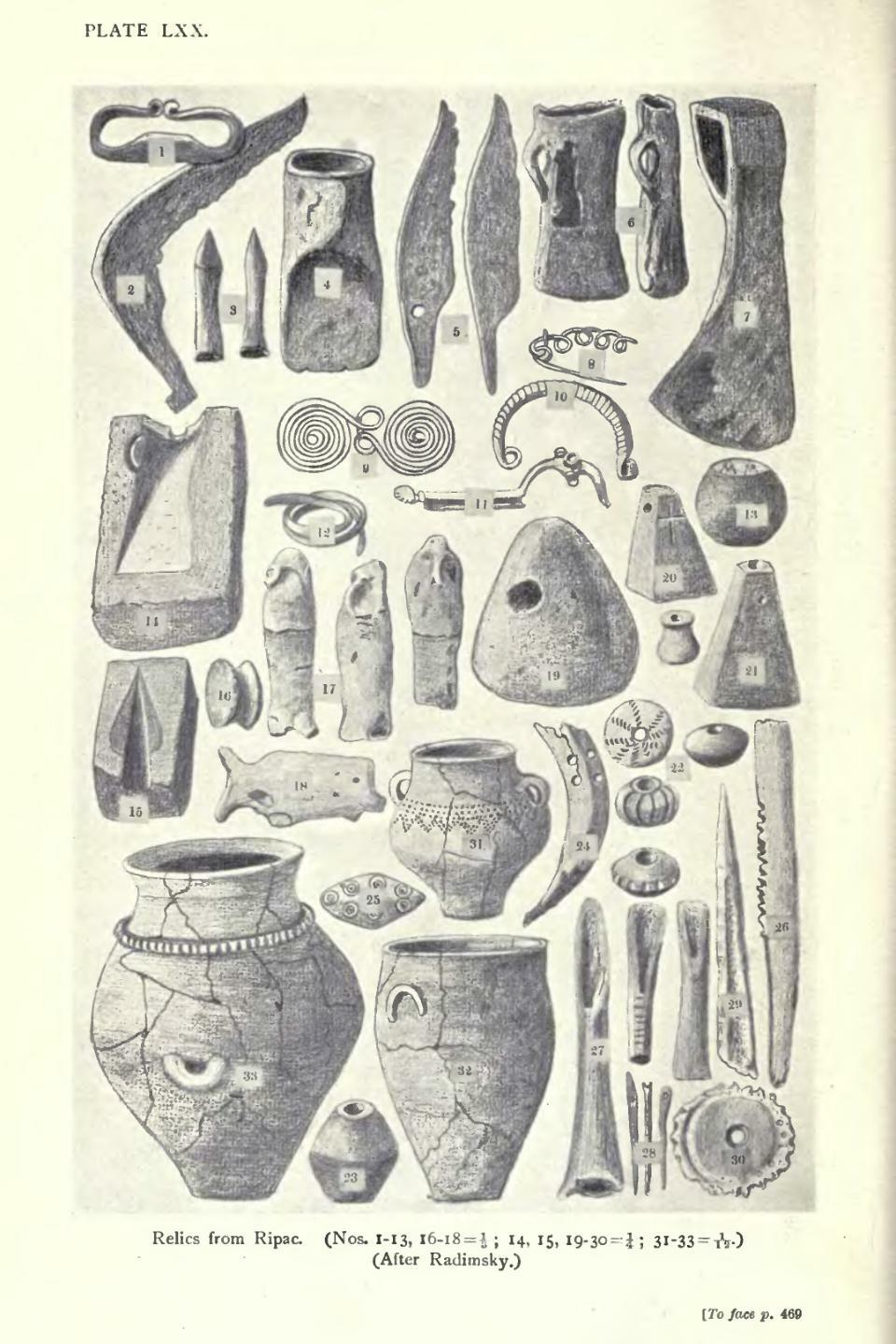
Descoperirile arheologice de la Ripce

În cursul carierei sale Branka Raunig a condus cercetări arheologice și a publicat numeroase studii științifice despre o serie de situri arheologice importante din regiune, precum Crkvina Golubić, Vranduk, Pod, Gradina și Sojeničko și un sit de lângă Gradiška. Ea a studiat arheologia funerară de la Đakovo și a îndeplinit un rol important în dovedirea prezenței unei așezări romane acolo. De asemenea, a supravegheat săpăturile care au dus la descoperirea acolo a unei moschei. Raunig a fost interesată de obiectele materiale excavate în urma săpăturilor și a realizat un studiu al materialului ceramic descoperit în situl Krčana, care aparținea culturii La Tène. Ea a cercetat, de asemenea, armele preistorice descoperite în regiune. Cu toate că domeniul său principal de interes era epoca preistorică bosniacă, Branka Raunig a cercetat și siturile medievale din regiune.

## Moartea
Branka Raunig a murit de pneumonie la Bihać în 13 iunie 2008.